# Campo de trabajo

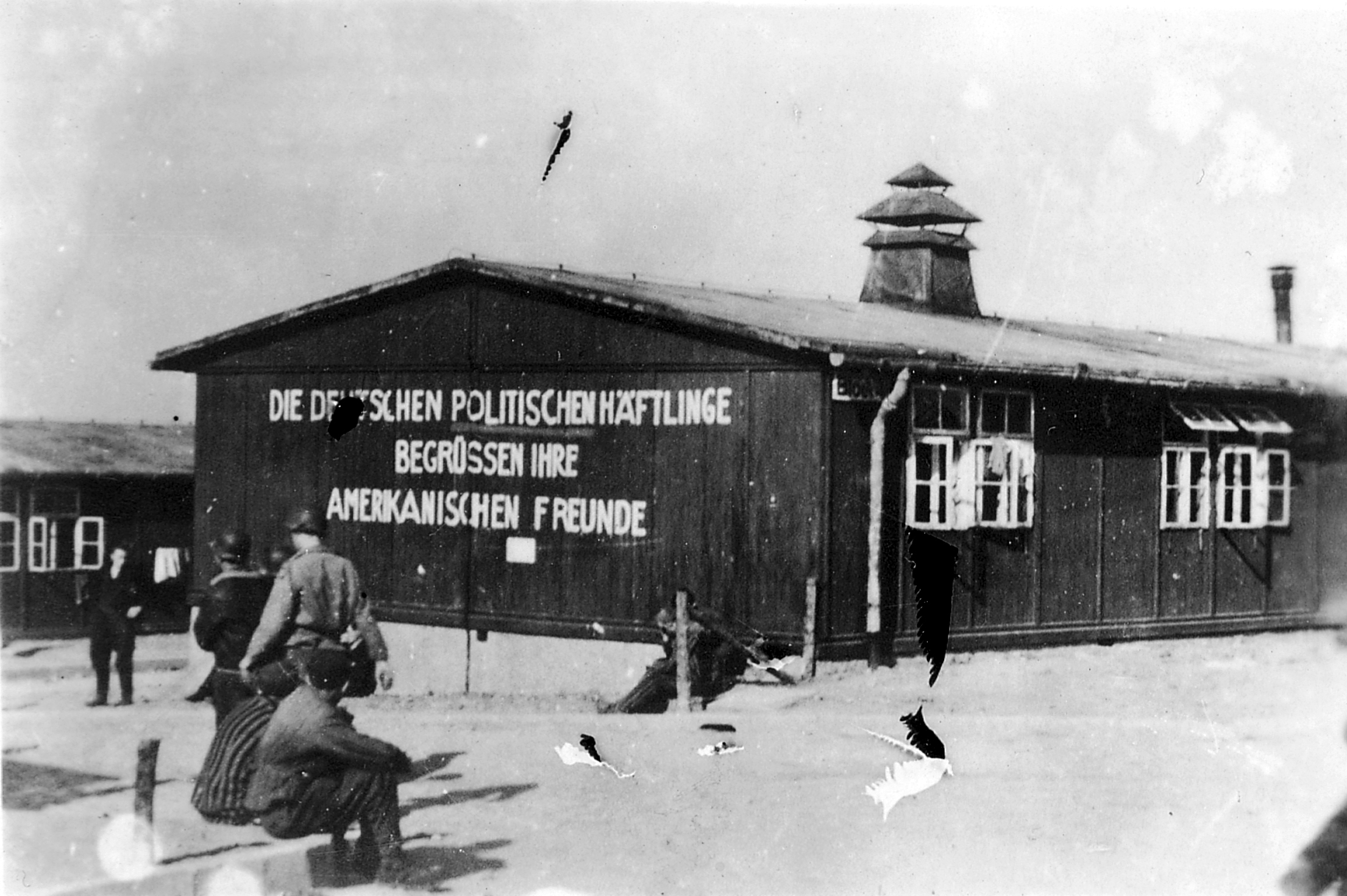
El campo de Buchenwald el día de su liberación, el 16 de abril de 1945.

Un campo de trabajo es un centro de detención simplificado donde los reclusos se ven obligados a realizar trabajos penales como una forma de castigo bajo el código penal. Los campos de trabajo tienen muchos aspectos comunes con la esclavitud y con las cárceles (especialmente las granjas penitenciarias). Las condiciones en los campos de trabajo varían ampliamente según los operadores.
En el siglo XX, se desarrolló una nueva categoría de campos de trabajo para el encarcelamiento de millones de personas que no eran criminales per se, sino opositores políticos (reales o imaginarios) y varios llamados indeseables bajo regímenes comunistas y fascistas, ambos totalitarios. Algunos de esos campos fueron denominados "instalaciones de reeducación" por coerción política, pero la mayoría de los otros sirvieron como columna vertebral de la industria y la agricultura en beneficio del Estado, especialmente en tiempos de guerra. Los campos de trabajo forzado fueron abolidos por el Convenio núm. 105 de la Organización Internacional del Trabajo de las Naciones Unidas (OIT), adoptada internacionalmente el 27 de junio de 1957.

## Campos de trabajo en elsigloXX
- Albania

La Albania comunista mantuvo campos de trabajo (albanés: Kampe pune) en todos los territorios que controlaba. Los primeros campos de trabajo comunistas albaneses fueron alrededor de Tirana (aunque también se desarrollaron otros sistemas de campos en el norte y sur del país). Varios campos existieron entre 1946 y 1991.
- Aliados de la Segunda Guerra Mundial

Los Aliados de la Segunda Guerra Mundial operaron varios campos de trabajo después de la guerra. En la Conferencia de Yalta en 1945, se acordó que el trabajo forzoso alemán se utilizaría como reparación. La mayoría de los campos estaban en la Unión Soviética, pero más de un millón de alemanes se vieron obligados a trabajar en las minas de carbón francesas y la agricultura británica, así como 500 000 en las Unidades del Servicio Militar de Trabajo en la propia Alemania ocupada. Véase el artículo sobre el trabajo forzado de los alemanes después de la Segunda Guerra Mundial.
- Bulgaria

Como en otros estados del Bloque del Este, la Bulgaria comunista operó una red de campos de trabajos forzados entre 1944 y 1989, con una intensidad particular hasta 1962. Decenas de miles de prisioneros fueron enviados a estas instituciones, a menudo sin juicio.
- Burma

Según New Statesman, el gobierno militar birmano dirigió, desde 1962 hasta 2011, alrededor de 91 campos de trabajo para presos políticos.
- China

El Kuomintang anticomunista operó varios campos entre 1938 y 1949, incluido el campo de trabajo juvenil del noroeste para jóvenes activistas y estudiantes.
El Partido Comunista de China ha operado muchos campos de trabajo forzado por algunos delitos al menos desde que asumió el poder en 1949. Muchos líderes de China fueron puestos en campos de trabajo después de las purgas, incluidos Deng Xiaoping y Liu Shaoqi. Las Escuelas del Séptimo Cuadro de Mayo son un ejemplo de campos de trabajo forzados en la era de la Revolución Cultural. Según CNN, todavía existen cientos, si no miles, de campos de trabajo forzado y cárceles de trabajo forzado (laogai) en la China moderna, que albergan prisioneros políticos y disidentes junto a criminales peligrosos.
El Comité Permanente del Congreso Nacional del Pueblo de la República Popular de China, que cerró el 28 de diciembre de 2013, aprobó una decisión sobre la abolición de las disposiciones legales sobre reeducación a través del trabajo.
- Cuba

A partir de noviembre de 1965, las personas clasificadas como "contra el gobierno" fueron convocadas a campos de trabajo conocidos como "Unidad Militar de Ayuda a la Producción" (UMAP).
- Checoslovaquia

Después de que los comunistas se hicieron cargo de Checoslovaquia en 1948, se crearon muchos campos de trabajos forzados. Entre los reclusos se encontraban presos políticos, clérigos, kulaks, líderes boy scouts y muchos otros grupos de personas que se consideraban enemigos del estado. Alrededor de la mitad de los prisioneros trabajaban en las minas de uranio. Estos campamentos duraron hasta 1961.
También entre 1950 y 1954, muchos hombres fueron considerados "políticamente poco confiables" para el servicio militar obligatorio, y fueron reclutados en batallones de trabajo (en checo: Pomocné technické prapory).
- Libia italiana

Durante la colonización de Libia, los italianos deportaron a la mayor parte de la población libia en Cirenaica a campos de concentración y utilizaron a los sobrevivientes para construir en condiciones semi esclavas la carretera costera y nuevos proyectos agrícolas.
- Alemania Nazi

Durante la Segunda Guerra Mundial, los nazis operaron varias categorías de Arbeitslager (Campos de trabajo) para diferentes categorías de presos. El mayor número de ellos mantuvo a civiles judíos secuestrados por la fuerza en los países ocupados (ver Łapanka) para proporcionar mano de obra en la industria de guerra alemana, reparar ferrocarriles y puentes bombardeados o trabajar en granjas. Para 1944, el 19.9% de todos los trabajadores eran extranjeros, civiles o prisioneros de guerra.
Los nazis emplearon a muchos trabajadores esclavos. También operaban campos de concentración, algunos de los cuales proporcionaban trabajo forzado gratuito para trabajos industriales y otros, mientras que otros existían únicamente para el exterminio de sus reclusos. Un ejemplo notable es el complejo del campo de trabajo Mittelbau-Dora que atendió la producción del cohete V-2. Vea la lista de campos de concentración alemanes para más información.
Los campos nazis jugaron un papel clave en el exterminio de millones de personas.
- Imperio de Japón

A principios del siglo XX, el Imperio de Japón utilizó el trabajo forzado de millones de civiles de países conquistados y prisioneros de guerra, especialmente durante la segunda guerra sino-japonesa y la Guerra del Pacífico, en proyectos como el Ferrocarril de la Muerte. Cientos de miles de personas murieron como resultado directo del exceso de trabajo, la desnutrición, las enfermedades prevenibles y la violencia que eran comunes en estos proyectos.
- Corea del Norte

Se sabe que Corea del Norte opera seis campamentos con colonias de trabajo penitenciario en remotos valles montañosos. El número total de prisioneros en Kwan-li-so es de 150 000 a 200 000. Una vez condenado como un criminal político en Corea del Norte, el acusado y su familia están encarcelados de por vida en uno de los campos sin juicio y sin ningún contacto externo.
- República Socialista de Rumania

- Rusia y Unión Soviética

La Rusia imperial operaba un sistema de campos de trabajos forzados remotos de Siberia como parte de su sistema judicial regular, llamado kátorga.
La Unión Soviética se hizo cargo del ya extenso sistema kátorga y lo expandió inmensamente, eventualmente organizando el Gulag para dirigir los campamentos. En 1954, un año después de la muerte de Stalin, el nuevo gobierno soviético de Nikita Jrushchov comenzó a liberar prisioneros políticos y cerrar los campos. A fines de la década de 1950, prácticamente todos los "campos de trabajo correctivo" se reorganizaron, principalmente en el sistema de colonias de trabajo correctivo. Oficialmente, el Gulag fue terminado por la orden MVD 20 del 25 de enero de 1960.
Durante el período del estalinismo, los campos de trabajo del Gulag en la Unión Soviética se llamaron oficialmente "campos de trabajo correctivo". El término "colonia laboral"; más exactamente, "colonia de trabajo correctivo", (en ruso: исправительно-трудовая колония, abreviatura de ИТК), también estaba en uso, especialmente para los convictos menores de edad (16 años o menos) y besprizórniki (niños de la calle, literalmente, "niños sin cuidado familiar"). Después de la reforma de los campos en el Gulag, el término "colonia laboral correctiva" abarcaba esencialmente los campos de trabajo.
- Suecia

14 campos de trabajo fueron operados por el estado sueco durante la Segunda Guerra Mundial. La mayoría de los internos eran comunistas, pero socialdemócratas radicales, sindicalistas, anarquistas, sindicalistas, antifascistas y otros "elementos poco confiables" de la sociedad sueca, así como también disidentes alemanes y desertores de la Wehrmacht. Los internos fueron colocados en los campos de trabajo por tiempo indefinido, sin juicio y sin ser informados de las acusaciones en su contra. Oficialmente, los campos se llamaban "compañías laborales" (sueco: arbetskompanier). El sistema fue establecido por la Junta Real de Asuntos Sociales y sancionado por el tercer gabinete de Per Albin Hansson, una gran coalición que incluía a todos los partidos representados en el Riksdag sueco, con la notable excepción del Partido Comunista de Suecia.
Después de la guerra, muchos ex reclusos tuvieron dificultades para encontrar trabajo, ya que habían sido calificados como "elementos subversivos".
- Turquía

- Estados Unidos

En 2005, el Ejército de los Estados Unidos desclasificó un documento que "proporciona orientación sobre el establecimiento de campos de prisioneros en las instalaciones del Ejército [de los Estados Unidos]".
- Yugoslavia

El campo de prisioneros Goli Otok para opositores políticos se desarrolló entre 1946 y 1956.

## Campos de trabajo en elsigloXXI
- China

Según CNN, cientos, si no miles, de campos de trabajo forzado y cárceles de trabajo forzado (laogai) todavía existen en la China moderna (1984) [cita requerida] que albergan prisioneros políticos y disidentes junto a criminales peligrosos.
El Comité Permanente del Congreso Nacional del Pueblo de la República Popular de China, que cerró el 28 de diciembre de 2013, aprobó una decisión sobre la abolición de las disposiciones legales sobre reeducación a través del trabajo.
Véase: Campo de reeducación de Xinjiang
- Corea del Norte

Se sabe que Corea del Norte opera seis campamentos con colonias de trabajo penitenciario en remotos valles montañosos. El número total de prisioneros en Kwan-li-so es de 150 000 a 200 000. Una vez condenado como un criminal político en Corea del Norte, el acusado y su familia están encarcelados de por vida en uno de los campos sin juicio y sin ningún contacto externo.